# 法布里齐奥·科尔内利亚尼
法布里齐奥·科尔内利亚尼（義大利語：Fabrizio Cornegliani，1969年3月12日—），意大利男子自行车运动员。他曾代表意大利参加2020年夏季残疾人奥林匹克运动会自行车比赛，获得男子公路自行车个人计时赛H1级银牌。